# Ministère responsable de la région de Québec
Le ministère responsable de la région de Québec est un ministère fédéral du Canada. La ministre actuelle est Josée Verner. Elle est entre autres responsable de la Commission des champs de bataille nationaux et du Comité fédéral du 400e anniversaire de Québec.

## Ministre
- Josée Verner (2005-aujourd'hui)